# شين يونغ-روك
شين يونغ-روك (هانغل: 신영록) هو لاعب كرة قدم كوري جنوبي في مركز الهجوم، ولد في 27 مارس 1987 في سول في كوريا الجنوبية. شارك مع منتخب كوريا الجنوبية تحت 17 سنة لكرة القدم ومنتخب كوريا الجنوبية تحت 20 سنة لكرة القدم ومنتخب كوريا الجنوبية تحت 23 سنة لكرة القدم ومنتخب كوريا الجنوبية لكرة القدم. أما مع النوادي، فقد لعب مع بورصة سبور وجيجو يونايتد وسوون سامسونغ بلووينغز.

## وصلات خارجية
- شين يونغ-روك على موقع الاتحاد الدولي (مؤرشف)  (الإنجليزية)
- شين يونغ-روك على موقع اتحاد تركيا (لاعب) (الإنجليزية)
- شين يونغ-روك على موقع دوري كوريا الجنوبية (الإنجليزية)
- شين يونغ-روك على موقع قاعدة بيانات كرة القدم.إي يو (الإنجليزية)
- شين يونغ-روك على موقع ناشيونال فوتبول تيمز (الإنجليزية)
- شين يونغ-روك على موقع Soccerway.com (الإنجليزية)
- شين يونغ-روك على موقع عالم كرة القدم.نت (الإنجليزية)
- شين يونغ-روك على موقع أوليمبيديا (الإنجليزية)